# Calamus rotang
Espèce
Calamus rotang, le palmier à rotin ou le palmier liane (Khartasia) est une espèce de palmier grimpant de la famille des Arecaceae poussant en Inde du Sud et Sri Lanka. Sa tige, une fois dépouillée de ses gaines foliaires, donne une « canne » de rotin utilisée pour fabriquer des paniers, fauteuils et divers meubles.

## Étymologie
Le nom de genre Calamus est emprunté au latin calamus « roseau », lui-même emprunté au grec kalamos καλαμος, employé par métonymie pour de nombreux objets en roseau.
L’épithète spécifique rotang est emprunté au malais rotan, nom de l’espèce de palmier dont les tiges servaient à fabriquer des cannes, des meubles.
En français aussi, le terme rotin est emprunté en 1688, par le néerlandais rottin, au malais rotan.

## Nomenclature
Carl Linné a décrit et nommé cette espèce Calamus rotang dans Species Plantarum 1 :325, en 1753. À l’époque, c’était la seule espèce de Calamus. Au début des années 2000, il y en avait environ 370 et même beaucoup plus pour certains auteurs, comme William Baker (2015) qui regroupe plusieurs genres avec les Calamus, pour en faire un genre monophylétique d’environ 520 espèces.
En 2002, dans l’ouvrage collectif sur les rotins (angl. Rattan), Sunderland et Dransfield indiquaient que la flore du rotin d’Afrique et d’une grande partie de l’Asie du Sud-Est et de la Malaisie restait mal connue. Ils demandaient un travail taxonomique pour que la délimitation des espèces soit clairement comprise et pour savoir quelles espèces ont une importance commerciale et comment elles peuvent être distinguées des autres espèces. Les rotins sont des palmiers grimpants appartenant à la famille des Arecaceae. Il existe environ 600 espèces différentes de rotin appartenant à 13 genres et celles-ci sont concentrées uniquement dans les tropiques de l'ancien monde. Le plus grand genre de rotin est Calamus, avec environ 370 espèces.
La délimitation de Calamus rotang est un exemple type de ces difficultés. Le site de POWO des Jardins de Kew, donne une distribution limitée de cette espèce à l’Inde du Sud-Est et du Sud et au Sri Lanka. Elle fut introduite à Trinidad-Tobago mais pas en Chine.
Par contre, la base Khartasia qui réunit des informations historiques et technologiques sur la fabrication de papier à partir de fibres végétales en Asie orientale indique que cette espèce a servi à fabriquer du papier dans plusieurs régions de Chine surtout dans le Sud-Est (Zhejiang, Jiangxi) pendant presque 1000 ans. Ces informations sont rassemblées par des universitaires de l’université Panthéon-Sorbonne, en collaboration avec des instituts partenaires de Chine, Corée et Japon. Khartasia indique aussi que son aire de croissance est partout en Asie tropicale. En Chine, il pousse aux Sichuan, Zhejiang, Jiangxi. Cette information se trouve aussi exactement chez les chercheurs chinois, comme Tsien Tsuen-Hsuin, collaborateur de Joseph Needham. Yi Xiaohui a proposé une taxonomie intéressante des anciens papiers chinois basée sur les fibres végétales, en utilisant la classification APG III. Comme beaucoup d’auteurs chinois, il ne mélange pas les caractères latins des noms botaniques avec les caractères chinois et se contente de quelques noms vulgaires de famille (en chinois), préférant s’appuyer sur les classifications traditionnelles ethnobotaniques basée sur quelques caractères comme ma 麻 regroupant les plantes à fibres (chanvre, lin, ramie... de familles différentes) ou teng 藤 regroupant les lianes (glycine Wisteria, Pueraria, Tripterygium, Euonimus... de familles différentes). Mais il ne met aucun rotin (Calamus) dans ses classes de plantes avec lesquelles on peut faire du papier.
Le traitement de la flore chinoise par Wikipédia s’appuie sur les espèces acceptées par Tropicos, The Plant List, Powo et Flora of China. Nous ne retiendrons pas les espèces papetières de Khartasia ou de Tsien Tsuen-Hsuin, précédemment citées mais nous chercherons parmi les Calamus de Flora of China ceux qui poussent dans les provinces du Zhejiang et Jiangxi. Et sur les 28 espèces de Calamus données par Flora of China, seule Calamus thysanolepis répond à la contrainte de distribution au Zhejiang et Jiangxi.

## Synonymes
Les synonymes botaniques, selon Tropicos sont:
- Calamus monoecus Roxb
- Calamus roxburghii Griff
- Calamus scipionum Lam.
- Draco rotang Crantz
- Palmijuncus monoecus (Roxb.) Kuntze
- Rotang linnaei (L.) Baill
- Rotanga calamus (L.) Crantz

## Description
Calamus rotang est un palmier cespiteux (formant à sa base une touffe compacte), ou grimpant avec des tiges d’environ 30 m de long. Le stipe est une tige mince, constituée d'une section nue formée d’une succession de gaines foliaires de feuilles tombées (pour les spécimens âgés) et de feuilles vivantes à l’extrémité de la tige. Les gaines foliaires font 8–16 mm de diamètre et les entre-nœux sont de 40 cm (ou plus); les gaines sont armées d’épines jaunâtres et possèdent un genou. Cette tige est flexible et très longue. Ce palmier pourrait détenir le record de longueur du stipe, avec parfois nettement plus de 100 m de longueur.
La feuille possède à sa base une gaine foliaire verte (engainant la tige), sans poil, armée d’épines de 1,5 cm de long, de couleur verdâtre à noire, avec une base élargie. Dans le prolongement, se trouvent un pétiole court ou absent et un limbe de composition pennée. Le rachis de 80 cm de long porte 30 à 40 folioles, linaires-lancéolées de chaque côté, de 1,5 cm de large sur 10–15 cm de long, régulièrement arrangées, celles de l’extrémité très petites ; la nervure médiane avec 2 crochets sur la face supérieure et uniformément épineuse en dessous. Des flagelles de 2,5 m sont présents mais il n’y a pas de cirre,.
L’inflorescence peut atteindre 3 m de long. L’espèce est dioïque. Les inflorescences mâles flagelliformes portent des rachis de second ordre scorpioïdes de 12 à 35 cm de long, avec 5-12 fleurs mâles de chaque côté, la corolle de la fleur mâle est profondément divisée en 3 segments. Les inflorescences femelles flagelliformes comportent des inflorescences partielles de 15-20 cm de long, avec 5-8 rachis de second ordre.
Le fruit est globulaire à ellipsoïde, de 1,5 cm de diamètre. Les écailles du fruit sont disposées en 21 séries longitudinales. La graine est plate, fait 8 mm de diamètre.

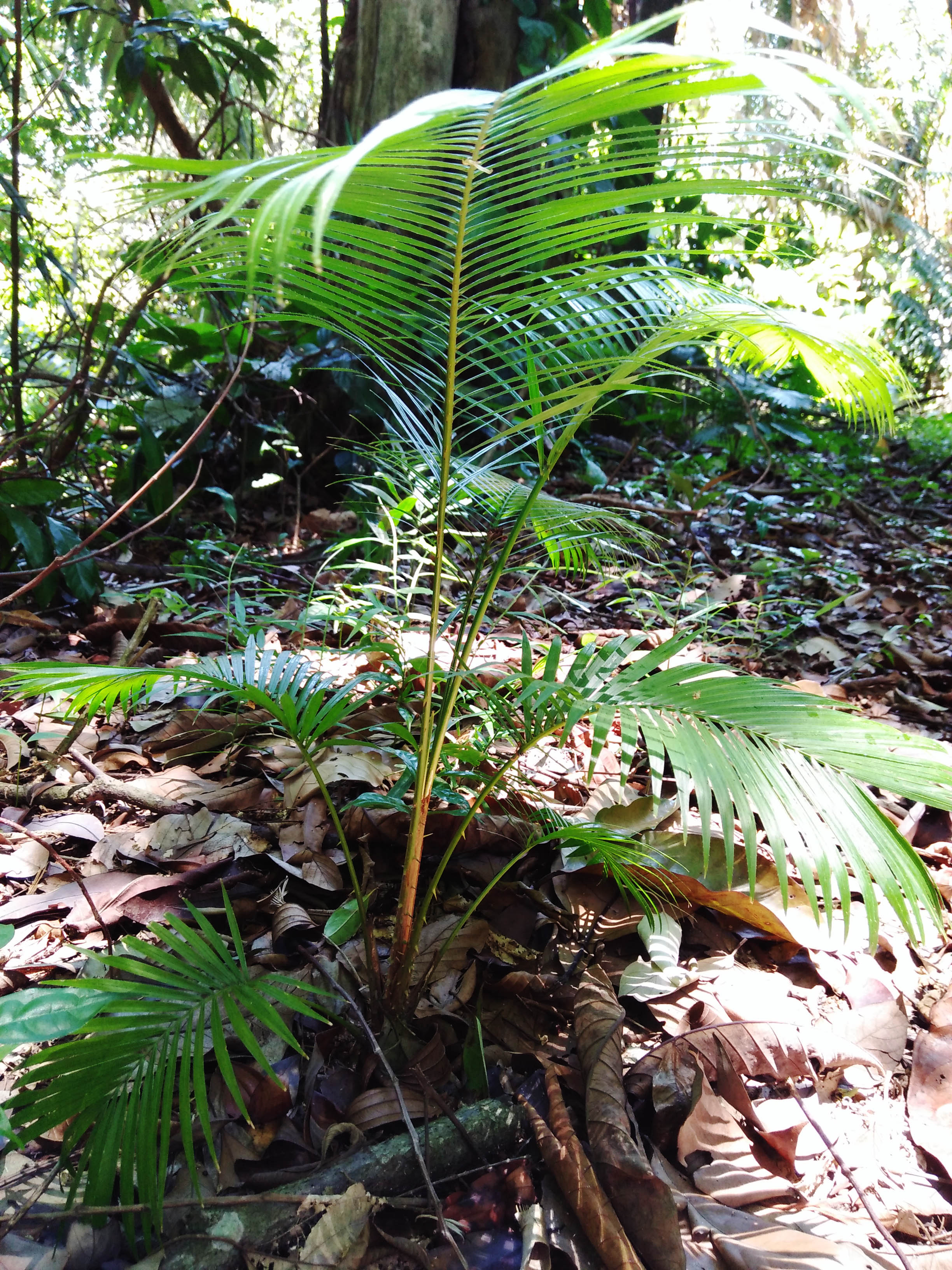
Jeune spécimen
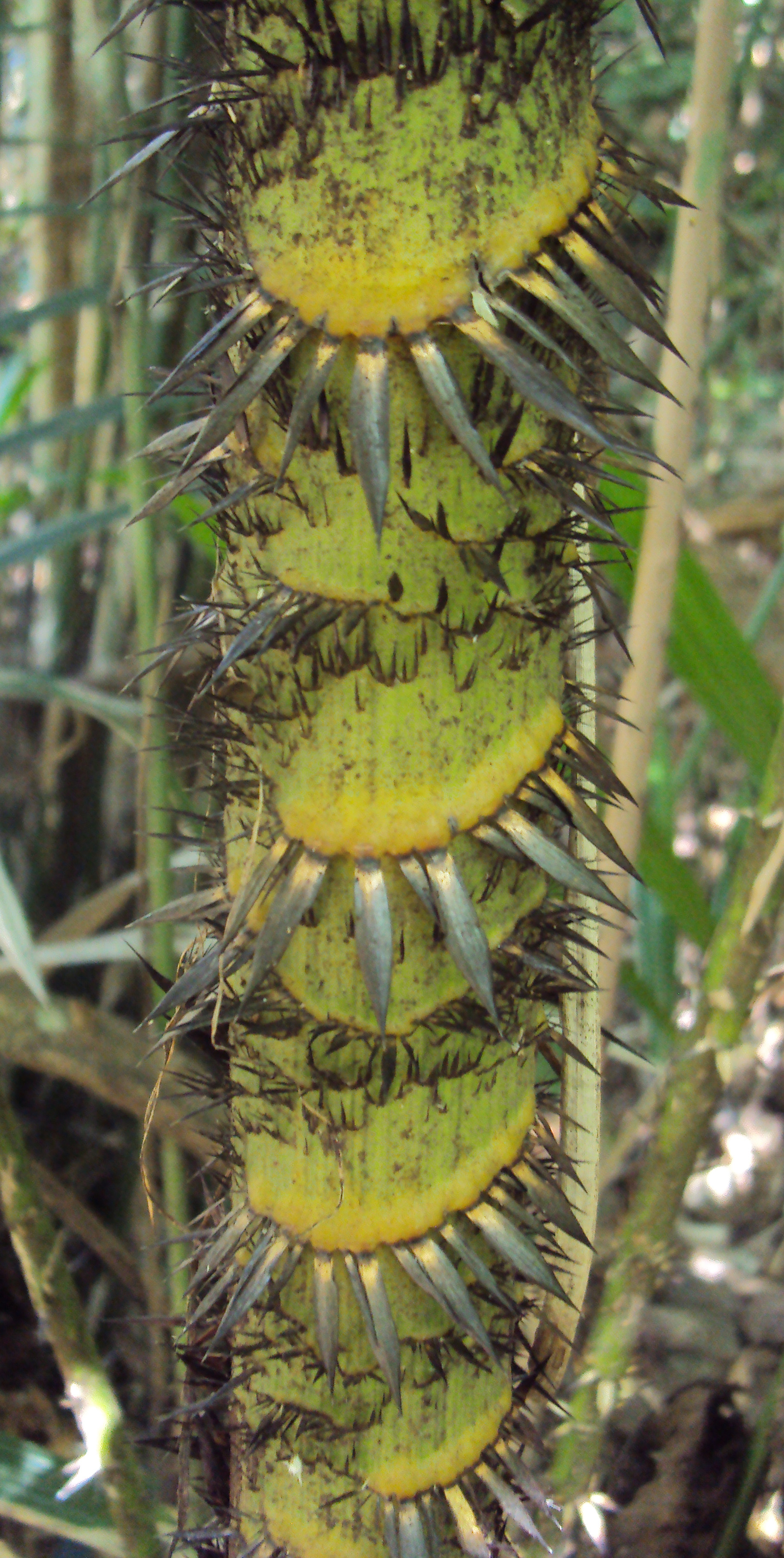
Tige
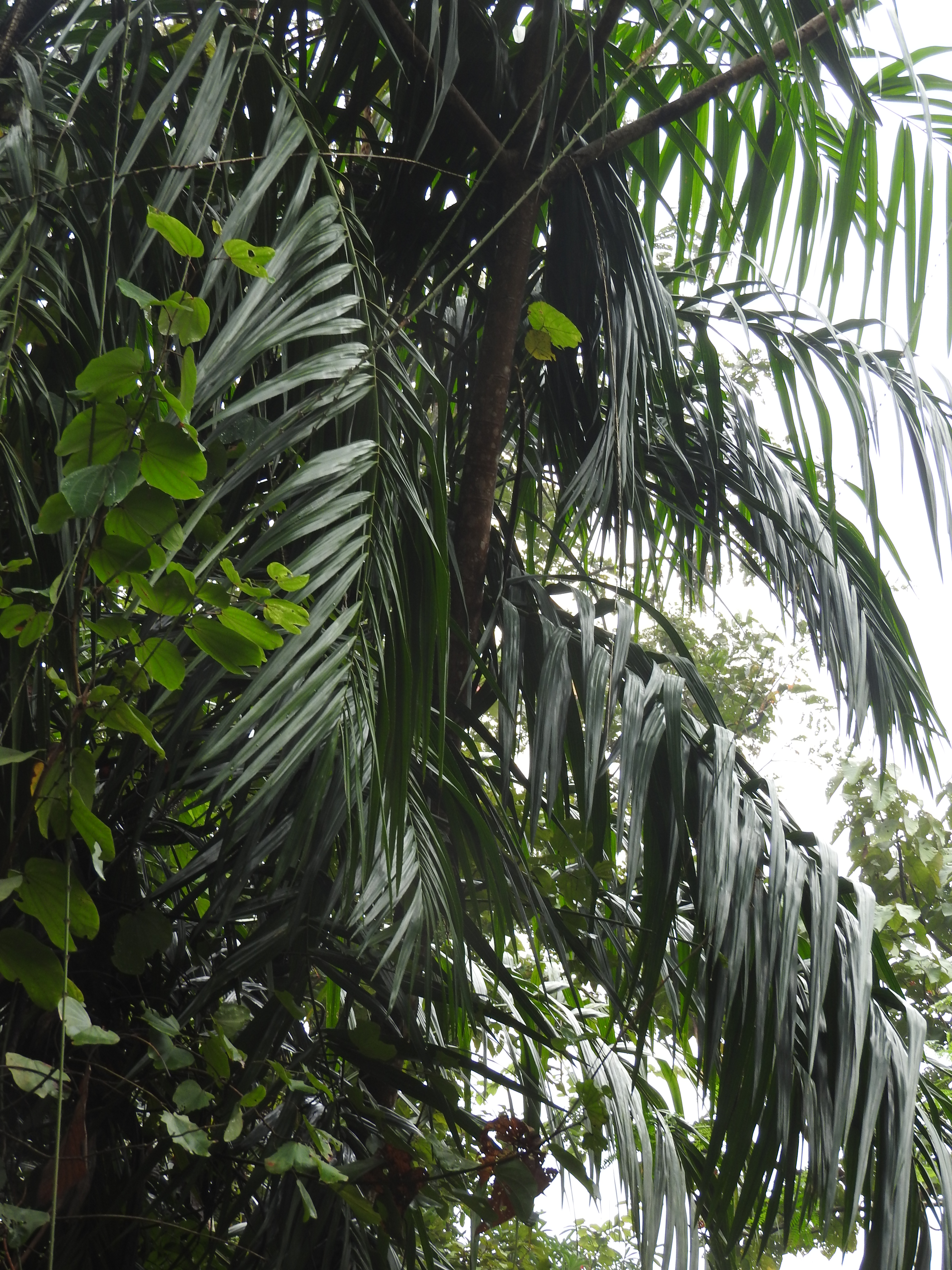
Feuilles (Kerala)
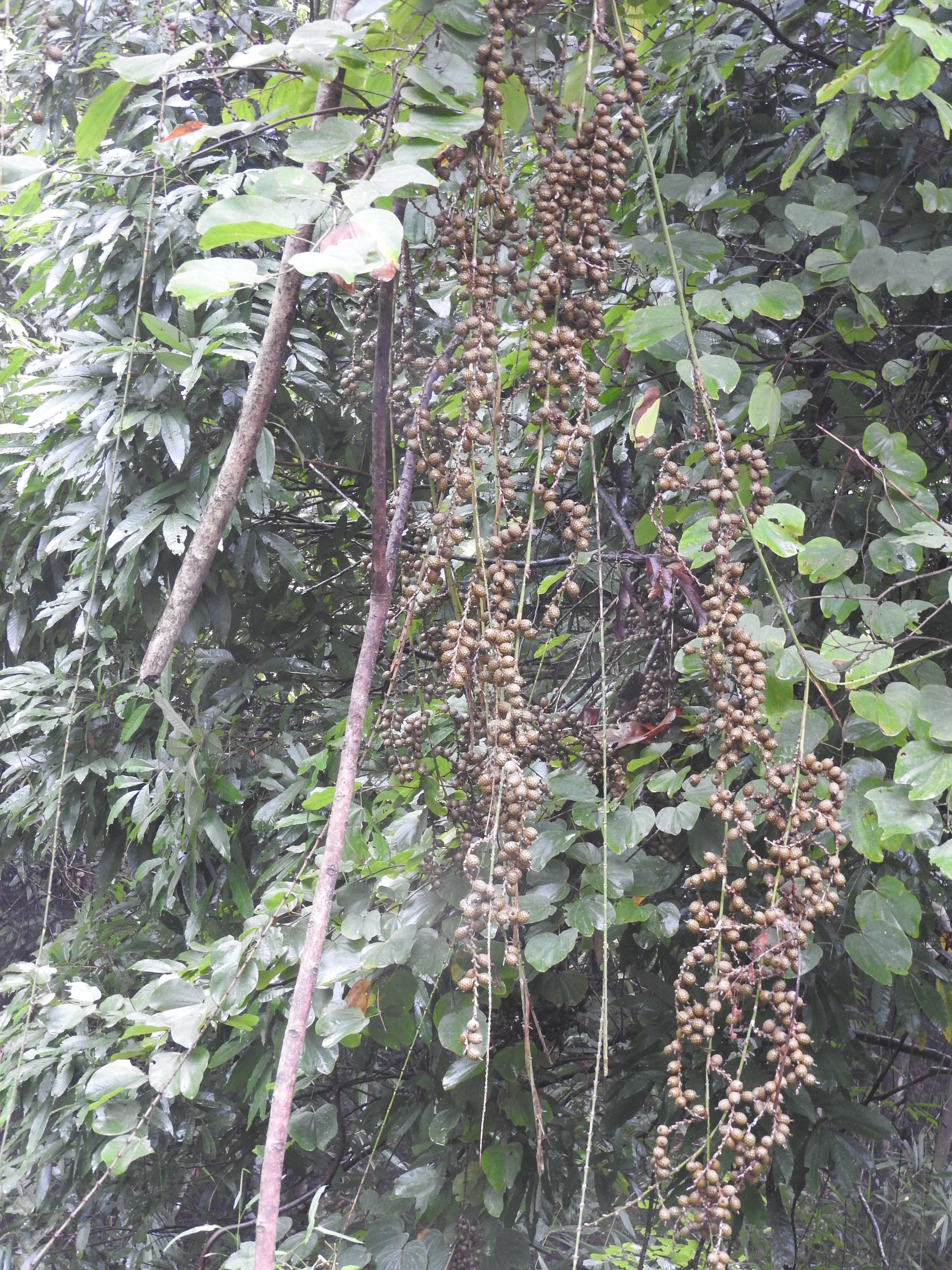
Longues infrutescences
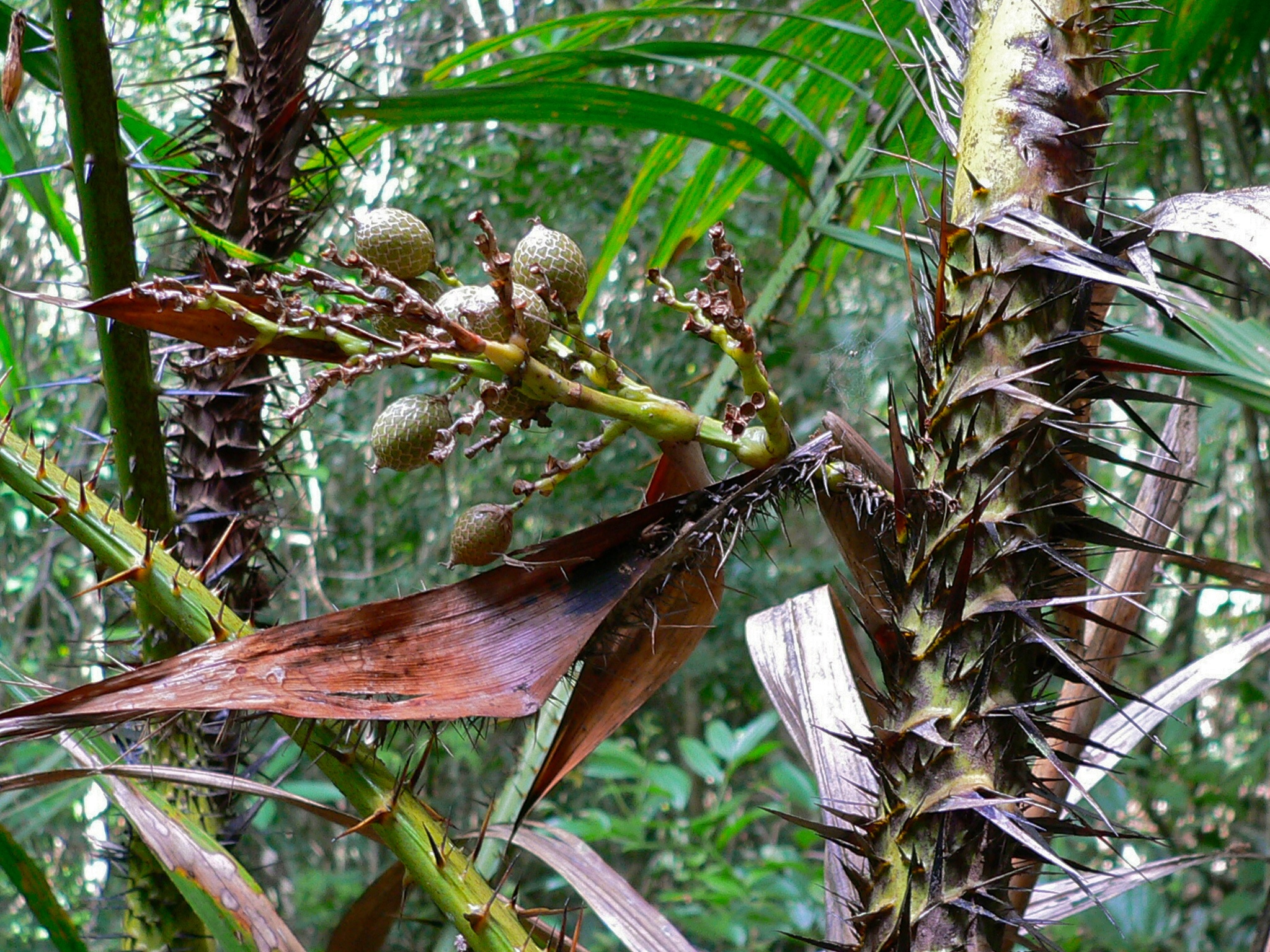
Infrutescence avec spathe
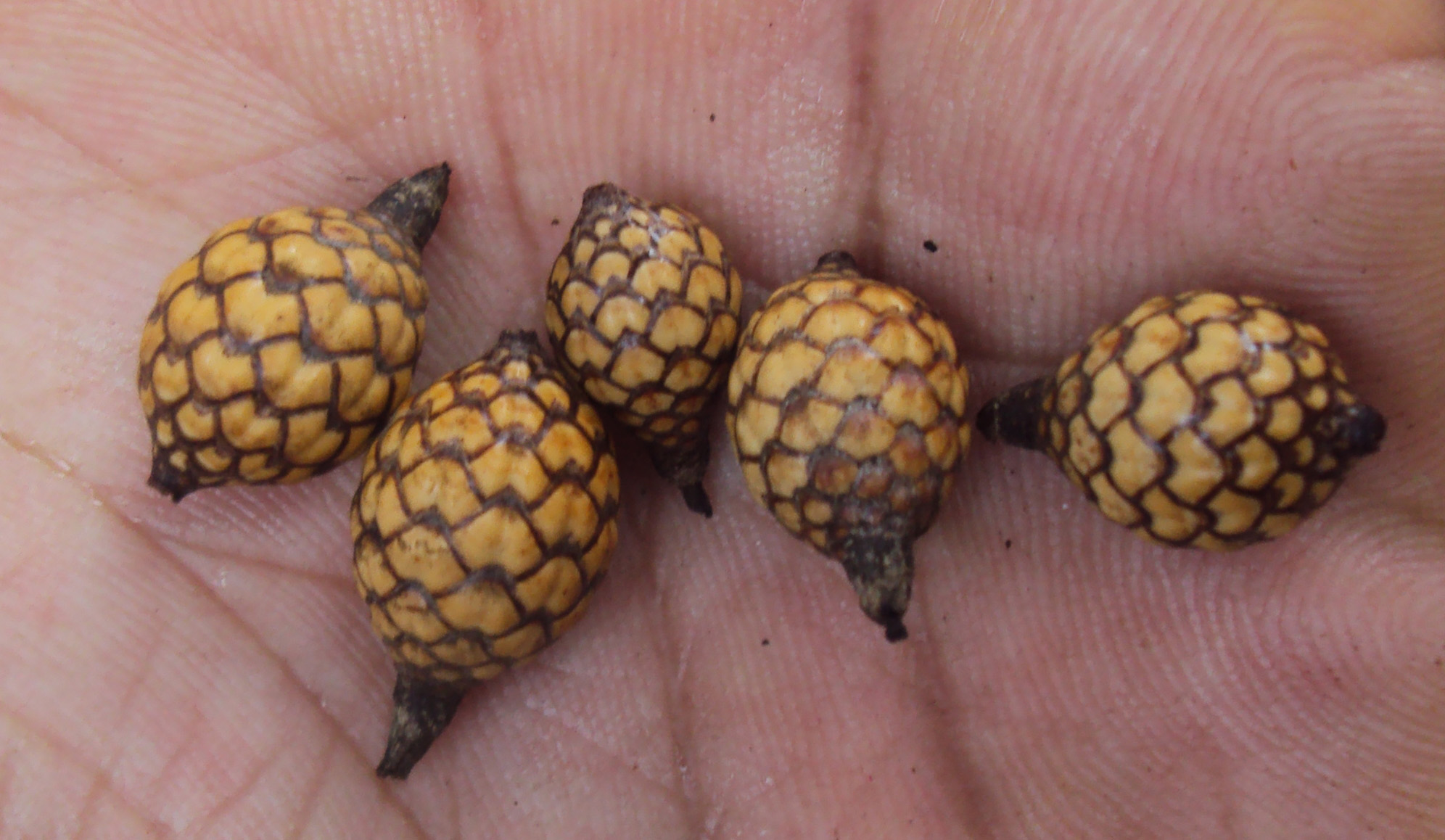
Fruits
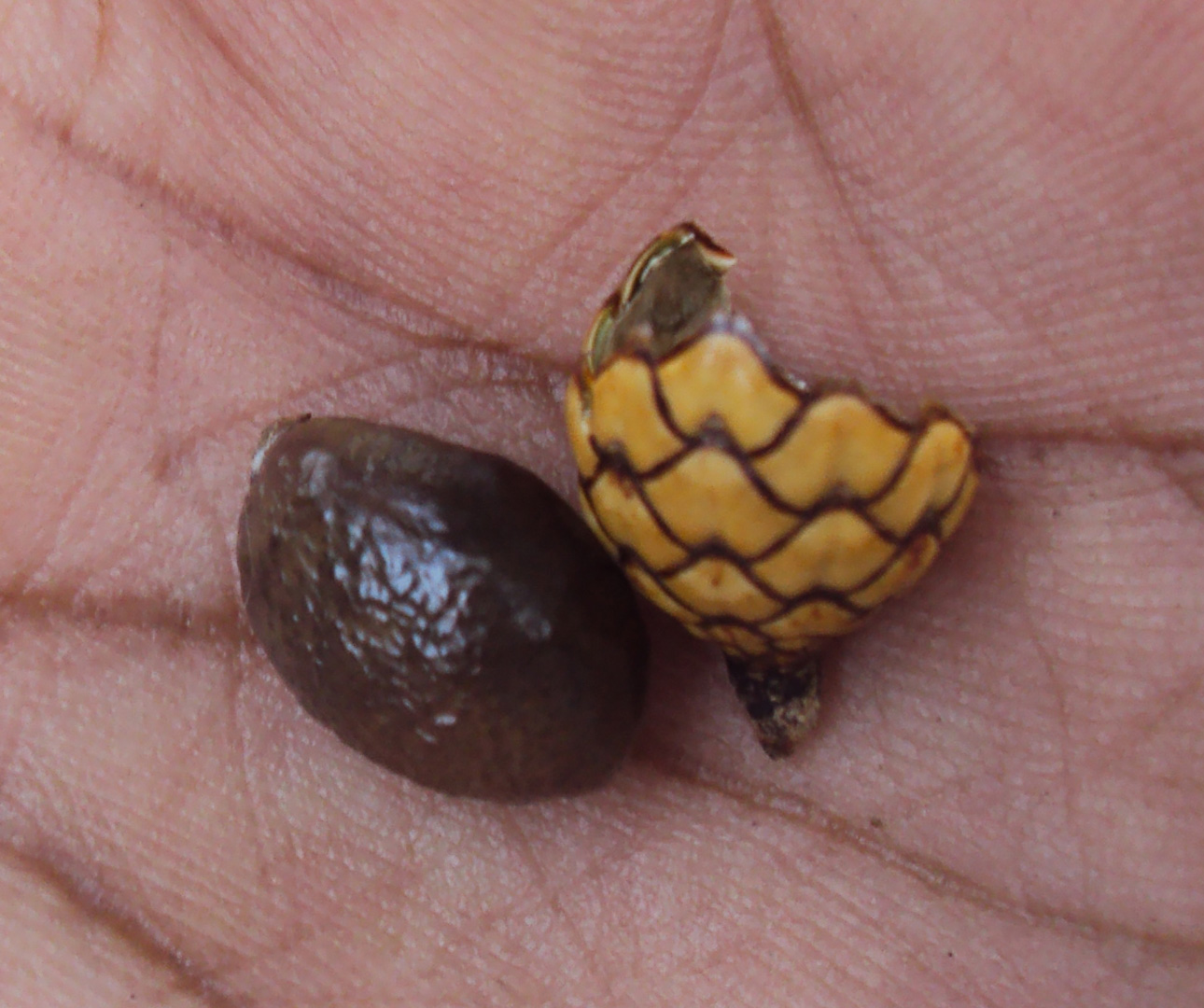
Fruit ouvert

## Distribution et habitat
Le palmier à rotin est originaire d’Inde du Sud (Andhra Pradesh, Kerala, Tamil Nadu, peut-être Nord de l’Orissa), et Sri Lanka. 
Il est commun dans les forêts d’eau douce côtières, il est fréquent le long des cours d’eau à faible altitude.
L’espèce a été introduite à Trinidad-Tobago.

## Utilisations

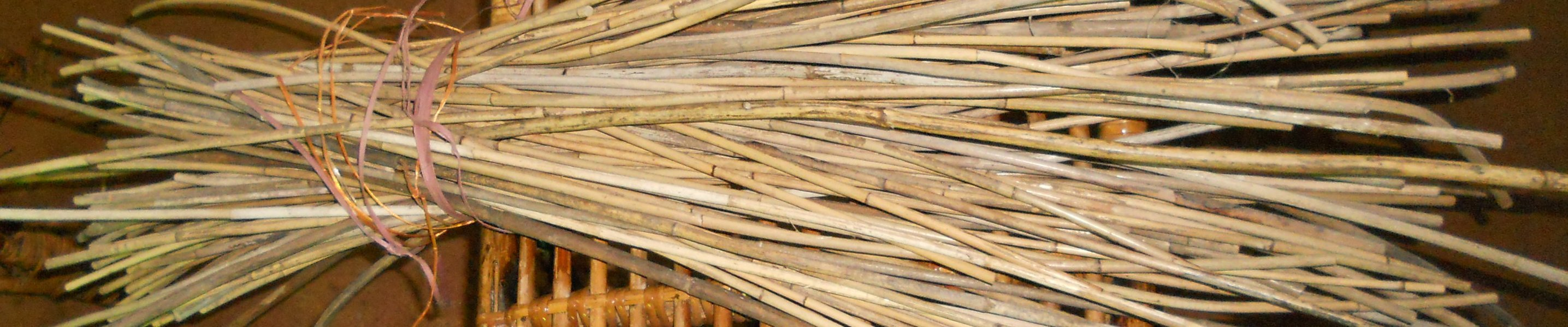
Cannes de rotin.

La tige du palmier à rotin est à la fois spongieuse à l’intérieur et très dure à l’extérieur, tout en restant flexible et élastique. Une fois dépouillée de ses gaines foliaires, elle est appelée « canne ».  Ces cannes sont utilisées entières ou fendues en deux. Entières, elles sont utilisées pour fabriquer les armatures de meubles. Fendues, décortiquées, ou évidées, elles servent pour faire des nattes et de la vannerie.
En Inde, la canne est utilisée pour fabriquer des paniers grossiers pour cueillir les feuilles de thé et pour transporter les matériaux de construction. 
Les cannes fendues sont largement utilisées pour fabriquer des sacs, les « jhapi », une sorte de petit seau utilisé dans les villages pour mesurer le grain, et pour fabriquer des fonds de chaise. 
Les jeunes feuilles sont également consommées comme légume par les populations tribales.

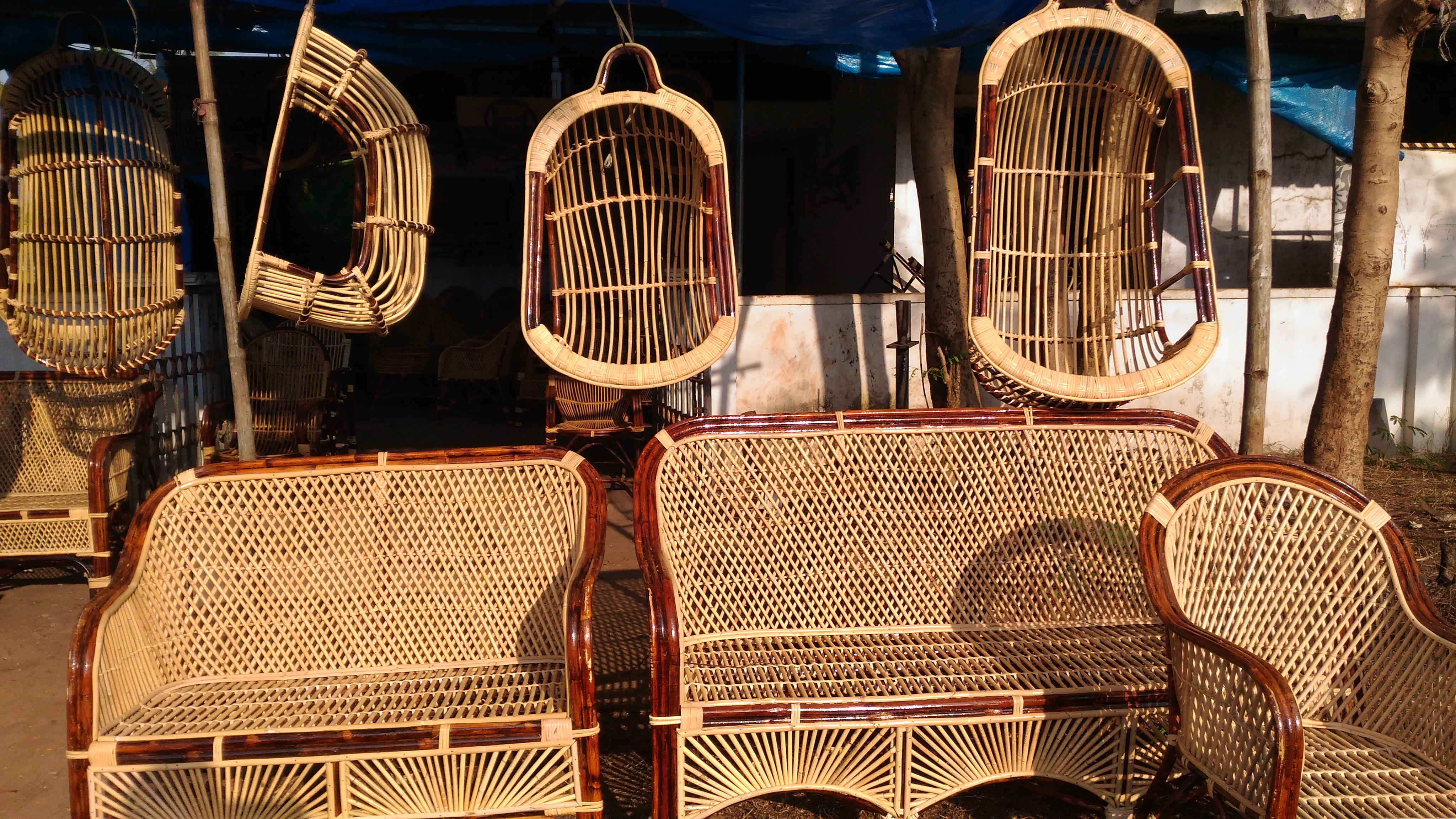
Meubles, paniers de rotin
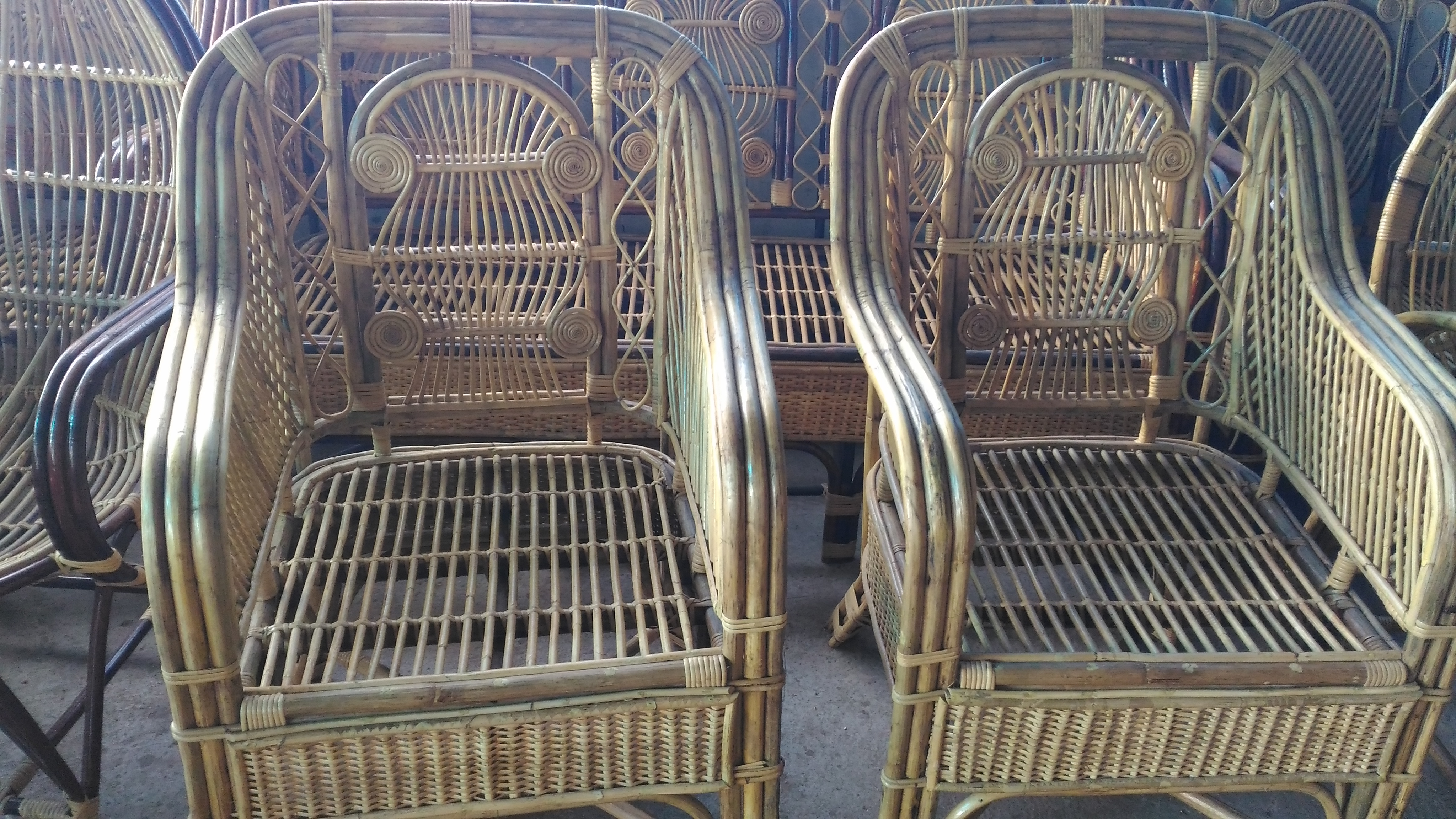
Fauteuils
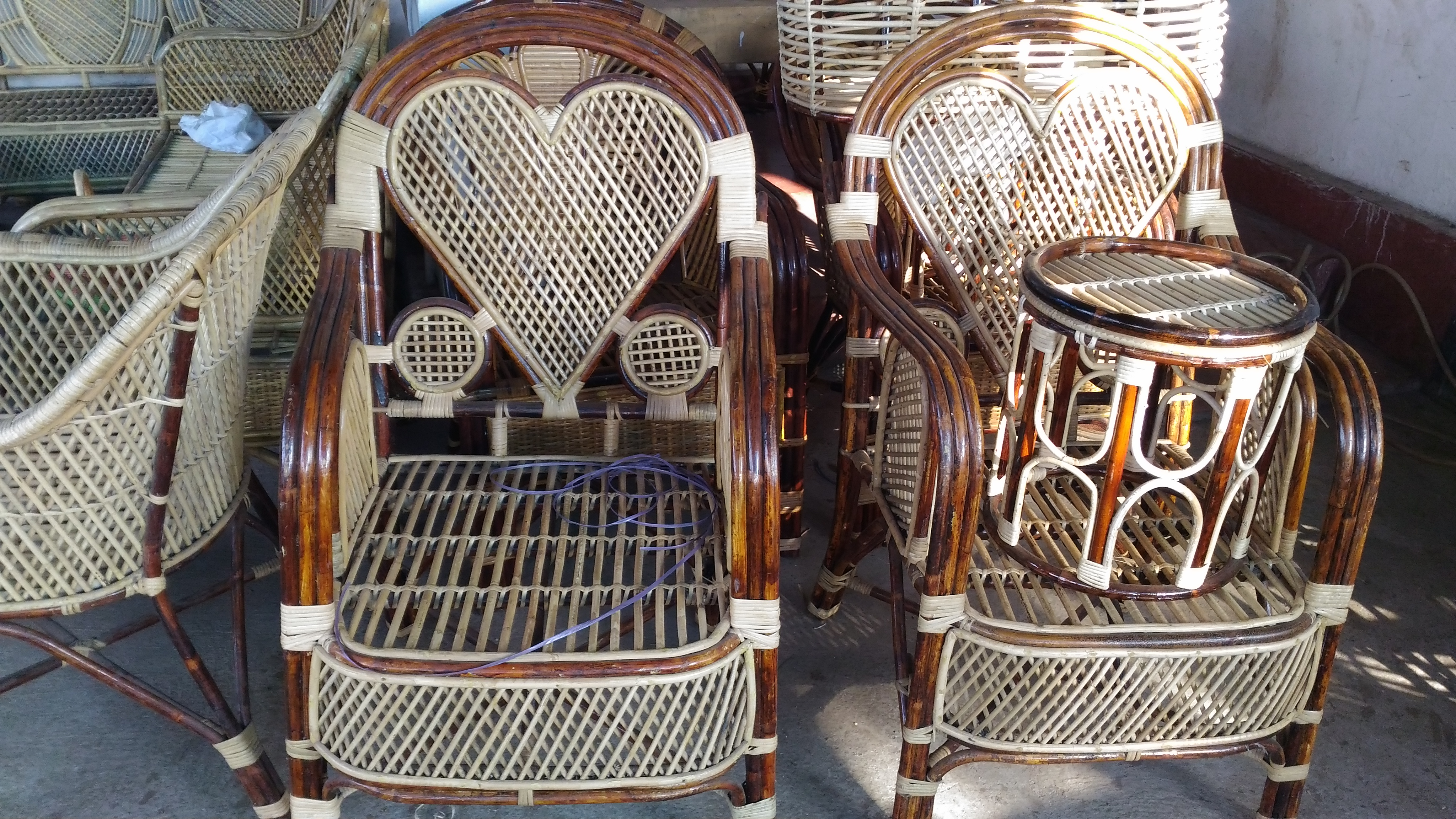
Fauteuil